# Driver dagg faller regn
För andra betydelser, se Driver dagg faller regn (olika betydelser).
Driver dagg faller regn är en svensk dramafilm från 1946 i regi av Gustaf Edgren. I huvudrollerna ses Mai Zetterling och Alf Kjellin.

## Handling
Handlingen utspelar sig i Hälsingland under 1800-talet. Storbonden Germunds (spelad av Sten Lindgren) dotter Marit (Mai Zetterling) ska gifta sig med grannbonden Elias son Mats (Ulf Palme); så har det blivit bestämt. 
Nere vid forsen spelar oäktingen Jon (Alf Kjellin) fiol, föraktad av alla andra. För många år sedan skulle Germund gifta sig med Gertrud, men hon rymde med en spelman och födde Jon. De två var även de föraktade och dränkte sig i forsen. Jon är dräng hos Varmeln-prästen (Torsten Bergström) som försöker slå trolldomen ur Jons kropp. Prästen kommer förbi och slår sönder Jons fiol samt förbannar hans spelande. Spelmannen Glabo-Kalle (Ivar Hallbäck), som passerat förbi, lovar dock att ge honom en ny. 
Germund är på bouppteckning hos Gertruds syster Elin (Anna Lindahl) som bor på Olsgården och som nu blivit änka. Hon ville en gång gifta sig med Germund men så blev aldrig fallet. De talar om vad som varit och den förbannelse Germund tror vilar över spelmän i allmänhet och Jon i synnerhet.
Germund varnar Marit för att komma i närheten av Jon. På lördagens logdans uppträder Mats berusad och försöker våldta Marit och hon springer hem. Även på hemvägen förföljs hon av tre män men Jon ingriper och räddar henne. Det dröjer inte länge innan de är förälskade.
Marit och Jon träffas i smyg, alltmedan hennes bröllop planeras. När hennes far Germund får reda på hur det står till blir han mycket förbittrad; Marit är hans allt på jorden. Germund är rädd att Marit skall ge sig av med Jon på samma sätt som hans hustru gav sig av med sin spelman. 
Marit bekänner sina känslor för Jon för fadern. Han ser då till att driva Jon på flykt, och anordnar sedan skallgång efter Jon och hotar att "gälla", det vill säga kastrera, honom. Marit lovar efter påtryckningar att gifta sig med Mats om fadern låter Jon vara i fred. Det rustas till bröllop på Germundsgården. I kyrkan hör Marit fiolen spela och hon rusar ut från bröllopsakten, tar en häst och rider sin väg. Germund och Elin följer efter i vagn. Längs vägen skyggar hästen för Marits brudslöja som blivit hängande i en gren och börjar skena. Vagnen välter och Elin skadas så svårt att hon blir sängliggande.
Jon och Marit är nu återförenade och bosätter sig på en fäbodvall där de lever som närmast fredlösa under sommaren. Det går mot höst och Germund är nu ensam hemma på Germundsgården, djupt olycklig och deprimerad alltmedan ett ihållande regn får illustrera hans inre känslor. När vintern kommer tvingas Marit och Jon att återvända till bygden där de får bostad i Glabo-Kalles stuga. Elin som fått reda på var de finns kallar de två till sin sjukbädd. Hon vill att Marit skall ta över Olsgården men Marit vägrar. Hon säger att det är Jon som skall ta över gården och så sker också.
Jon och Germund försonas till sist när Germund räddar Jon från att drunkna i forsen i samband med laxfiske. Germund menar att det där med förbannelsen var bara skrock. Trollen finns bara inom oss alla och det är han som varit det största.

## Om filmen
Filmen hade premiär den 26 december 1946 på bland annat Palladium i Stockholm, Svea i Sundsvall, Röda kvarn i Gävle och Odéon i Norrköping. Den är inspelad under sensommaren 1946 i Filmstaden, Råsunda (ateljé), i Hälsingland (bland annat Laforsen), Spånga kyrka, Norrbotten och Ångermanland. Germundsgården i filmen gestaltas av Karlsgården, som är en hembygdsgård strax söder om Järvsö. Filmfotograf var Martin Bodin. 
Utescen framför kyrka med huvudingång är filmad vid Järvsö kyrka.
Filmen bygger på boken med samma namn av Margit Söderholm från 1943. Romanen vann första pris i en tävling anordnad av Wahlström & Widstrand, Hemmets Journal och Svensk Filmindustri. Gustaf Edgren som satt i juryn var redan då på det klara vilket utmärkt filmstoff det fanns i romanen och han började arbeta på att inspelningen skulle komma till stånd (intervjuad i Filmjournalen 34/1946). Det råder viss oenighet huruvida SF:s chef Carl Anders Dymling motarbetat projektet eftersom han hyste motvilja mot ämnet som sådant och att det därför dröjde tre år innan filmatiseringen blev av. Detta har efteråt hävdats i en artikel av Gardar Sahlberg (Svenska Dagbladet 20.5.1974). Något motsägs detta av att Dymling intervjuad i Biografägaren (9-10/1944) uppger att filmen skulle spelas in av dotterföretaget Fribergs Filmbyrå inom ramen för SF:s kommande jubileumsproduktion (se även annons i samma nummer). Fribergs fick ofta agera front för produktioner som SF inte ville stå för officiellt. I det här fallet skedde distributionen av filmen av Fribergs.
Driver dagg faller regn har visats i SVT, bland annat 1982, 1984, 1991, 1993, 2011–2015, i augusti 2020, i juni 2022 och i juli 2024.

## Rollista i urval
| Mai Zetterling    | – Marit Germundsdotter              |
| Alf Kjellin       | – Jon                               |
| Sten Lindgren     | – Germund Germundsson, storbonde    |
| Anna Lindahl      | – Elin, änka på Olsgården           |
| Hilda Borgström   | – Kerstin                           |
| Ulf Palme         | – Mats Eliasson                     |
| Hugo Hasslo       | – Knut, Marits kusin                |
| Inga Landgré      | – Barbro, Marits kusin              |
| Ivar Hallbäck     | – Glabo-Kalle, spelman              |
| Torsten Bergström | – Varmeln-prästen                   |
| Ingrid Magnusson  | – Stina, lillpiga hos Germund       |
| Carl Ström        | – skogvaktare                       |
| Einar Söderbäck   | – Nils, dräng hos Elin på Olsgården |
| Göran Ax          | – en bondpojke                      |

Mai Zetterling är dubbad av Mona Ekman i sångscen på fäbodvallen.

## Musik i filmen
- Forskarlslåt, kompositör Bengt Wallerström, instrumental
- Driver dagg, faller regn, folkvisepastisch
- Järvsölåten (Folkvisa), kompositör Bengt Wallerström, sång Inga Landgré och Mai Zetterling
- Det finns så många stintor, kompositör Bengt Wallerström, text Gardar Sahlberg
- Bröllopsmarsch, instrumental
- Var hälsad, sköna morgonstund (Wie schön leuchtet der Morgenstern), kompositör Philipp Nicolai, svensk text Johan Olof Wallin

## Mottagande
Filmen blev en av Svensk Filmindustris största framgångar på 1940-talet och bidrog till att andra filmbolag började producera filmer inom samma allmogeromantiska genre. Det saknas publikstatistik för denna tid men uppskattningsvis torde filmen ha haft en åskådarsiffra runt 2 miljoner eller över.
| ”                                            | Allt är precis efter gamla pålitliga ritningar. Folktonmusik, logdansbilder, slagsmål, grova nävars tafsande på hjältinnans bröstkläde, storslagna miljöbilder och nyskurad, lätt museidoftande allmogeatmosfär – hela ritualen är med. | „ |
| – Mikael Katz i Expressen, 27 december 1946. | |   |